# Liste von Höhlenforschern
Die Liste von Höhlenforschern führt Personen auf, die sich in der Geschichte und für die Entwicklung der Speleologie (Höhlenforschung) besonders einsetzten oder medienwirksam auftraten.

## A
| - Jack Abbo (1945–1987) - Gustave Abel (1901–1988) - Michel Abonneau (1937–1983) - Karel Absolon (1877–1960) - Henry Agalède (1913–1962) - Edmond Albe (1861–1926) | - André Amélineau (1910–1980) - Georges Amoudruz (1900–1975) - Henriette d’Angeville (1794–1871) - Pierre Arbez (1913–1975) - Félix Ruiz de Arcaute (1928–1971) - Louis Armand (Höhlenforscher) (1854–1921) | - Paul Arnal (1871–1950) - Séraphin Arnal (1901–1966) - Roland Arnaud (1920–1987) - Jules Artières (1864–1961) - Docteur Ayme (1888–1970) |

## B
| - Louis Balsan (1903–1988) - André Bancal (1918–1955) - Hazel Barton (* 1972) - André Belin (1896–1983) - Paul Bellin (1931–1987) - Alfred Berg (1876–1945) - Luigi Vittorio Bertarelli (1859–1926) - Henri Bessac (1906–1984) - Hans Binder (1924–2005) - Steven Birch (Höhlenforscher) - Jean-Gilbert Birebent (1902–1969) - Samuel Blanquet (1686–1757) | - Hermann Bock (1882–1969) - Alfred Bögli (1912–1998) - Gustave Boissière (1905–1956) - Abbé Boissonnade - Jean-Jacques Bolanz (1940–2007) - Annette Bouchacourt († 1944) - Lucien Bouclier (1951–1987) - Pierre Boulanger - Marcellin Boule (1861–1942) | - André Bourgin (1904–1968) - Yves Bousquet (1951–1985) - Henri Breuil (1877–1961) - Lucien Briet (1860–1921) - Henri Brocard (1845–1922) - Éliette Brunel Deschamps - Max Brunello (1867–1935) - Liselotte Buchenauer (1922–2003) - Nicolas-Armand Buvignier (1808–1880) |

## C
| - Michel Cabidoche (1929–1979) - Marcel Cannac (1899–1952) - Charles Carnus (1749–1792) - Gilbert Carpentier (Höhlenforscher) (1942–1976) - Émile Cartailhac (1845–1921) - Luigi Casati (* 1964) - Elisabeth Casteret (1905–1940) - Norbert Casteret (1897–1987) - Denis Cathala (1899–1950) - Antoine Cau (1925–2001) - André Cavaillé | - Amédée Caylar († 1982) - Aimé Cazal (1897–1985) - Emile Chanel - Pierre-Alfred Chappuis (1891–1960) - Jean-Marie Chauvet - François Chevrot (1858–1944) - Jean-Xavier Chirossel (1926–1984) - Raymond Ciry (1898–1978) - René Clastres (1908–1967) - Jean-René Claudel (1898–1979) - Jean Colin (1909–1971) | - Jean Colombier (Höhlenforscher) - Emilio Comici (1901–1940) - Pierre Contejean (1906–1983) - Jean Corbel (1920–1970) - Joseph Corcelle (1858–1921) - Lucien Cordier (1922–1980) - Jean-Louis Coste (1943–1975) - Max Cosyns (1906–1998) - Michel de Courval (1935–1979) - Samantha Cristoforetti (* 1977) - William Crowther (* 1936) - Walter Freiherr von Czoernig-Czernhausen (1883–1945) |

## D
| - Henry Darcy (1803–1858) - Gabriel Daubrée (1814–1896) - André David (1906–1977) - Oscar Decombaz (1866–1914) - Joseph Delteil (1909–1979) | - Joël Denoize (1955–1981) - Jules Desnoyers (1800–1887) - William K. L. Dickson (1860–1935) - Charles Domont (1901–1976) | - Maurice Dreyfuss (1906–1975) - Clément Drioton († 1935) - Yves Dufour (1925–1957) - Jean-Michel Dumont (1941–1988) |

## E
| - René Ehinger (1923–1988) | - Stéphane Errard (1907–1983) | - Johann Friedrich Esper (1732–1781) - Eric Establie (1964–2010) |

## F
| - Robert de Faccio (1930–1967) - Louis Fage (1883–1964) - Eugène Ferrasse - Edouard Ferray (1845–1904) - Claude Fighiera (1943–1974) - Henri Filhol (1843–1902) | - Honoré Flaugergues (1755–1835) - Albin Fontanille (1883–1963) - Raoul Fortin (1856–1945) - Eugène Fournier (1871–1941) - Eberhard Fraas (1862–1915) | - Oscar Friedrich von Fraas (1824–1897) - Jean-Claude Frachon (1944–2005) - Herbert W. Franke (1927–2022) - Bruno Fromento (* 1963) - Leopoldine Fuhrich (1898–1926) |

## G
| - Raymond Gaché (1906–1968) - Henri Gadeau de Kerville (1858–1940) - Jean Gajac (1916–1973) - Félix Garrigou (1835–1920) - Anton Gaugg - Gabriel Gaupillat (1862–1927) - Ludovic Gaurier (1875–1931) | - Jules Gavet - Maurice Gennevaux (1880–1918) - Raymond Gigon (1929–1981) - Gustav Ginzel (1932–2008) - Jean Glasser (1918–1982) - André Glory (1906–1966) | - August Goldfuß (1782–1848) - Xavier Goyet (1950–1986) - Georges Gramont (1900–1986) - Adrien Guebhard - Henri Guérin (Höhlenforscher) (1901–1981) - Jean Guiraud (1950–1988) |

## H
| - Hubert Habart (1898–1981) - Wolfgang Hänisch (* 1954) - Jean-Caude Haguelon (1948–1977) - Raymond Hansotte (1900–1968) | - André Haond - Edouard Harle (1850–1922) - Jochen Hasenmayer (* 1941) | - Christian Hillaire - Hermann Hofer (1908–2003) - Louis Houssais (1931–1983) |

## J
| - Etienne-Adrien Jeanjean (1820–1897) | - René Jeannel (1879–1965) | - Robert de Joly (1887–1968) |

## K
| - Gordan Karaman (* 1938) - Károly Koller (Journalist) (* 1968) | - Franz Kraus (Höhlenforscher) (1834–1897) | - Dietmar Kuffner (* um 1960) | - Georges Kuster (1924–1982) |

## L
| - Georg Lahner (1873–1963) - Philibert Lalande (1838–1925) - Pierre-Raphaël Lamolle (1898–1980) - Henri de Lapierre (1882–1955) - Jean-Paul Larregola (1952–1978) - Jacques Latour (1918–1956) - Louis de Launay (1860–1938) | - Jean Lautier (1923–1990) - Guy de Lavaur (1903–1986) - Bertrand Léger (1947–1984) - Amédée Lemozi (1882–1970) - Alexandre Le Royer (1860–1922) - André Leroi-Gourhan (1911–1986) | - Jean Lesur (1925–2012) - Henri Lombard (1925–1950) - Bernard de Lorio - Marcel Loubens (1923–1952) - Pierre Lubac (1889–1971) - Jean-Angel Lucante |

## M
| - Bernard Magos - Antoine Magnin (1848–1926) - Jean-Pierre Mairetet (1941–1988) - Jules de Malbos (1782–1867) - Georges Marbach - Géo Marchand (1922–2010) - Louis Marsolliers - Édouard Alfred Martel (1859–1938) | - David Martin (1842–1918) - Joseph Martin (Höhlenforscher) (1883–1952) - Pierre-Marie Martin (1932–1986) - Louis Martrou (1866–1954) - André Maynadier (1927–1963) - Félix Mazauric (1868–1919) - Pierre-Louis Mély (1863–1897) - Louis Méroc (1904–1970) | - Georges Milhaud (1892–1952) - Alexander Mörk von Mörkenstein (1887–1914) - Auguste Monton (1875–1942) - Thierry Montesinos (1963–) - Friedrich Morton (1890–1969) - Constantin Motas (1891–1980) - Franz Mühlhofer (1881–1955) |

## N
| - Adalbert Neischl (1853–1911) - Jean Noir (1917–1958) | - Louis de Nussac (1869–1951) | - René Nuffer (1917–1992) |

## O
- Jules Ollier de Marichard (1824–1901)
- Abbé Ortiz (1908–1952)

## P
| - Elie Pakalski - Jacques Paloume (1922–1967) - Abbé Paramelle (1790–1875) - Jean Patonnier (1935–1985) - Maurice Patras (1934–2011) - Marcellin Pellet (1849–1951) | - Louis Perrier (Höhlenforscher) (1875–1953) - Fernand Petzl (1913–2003) - Edouard Piccinini (1929–1955) - Bernard Pierret (1928–1967) - André Polit (1918–1977) - Claude Pommier (1931–1969) | - Raymond Pons (1856–1930) - Henri Pontille (1928–1974) - Raphaël-Marie Pouget (1889–1952) - Hanric-Philippe Poujol (1839–1928) - Paul Prégent - Serge Puisais (* 1954) |

## Q
- André Quantin (1929–1976)
- Corentin Queffelec (1921–1985)

## R
| - Emil Racovita (1868–1947) - Otto Rahn (1904–1939) - Paul Raymond (1859–1944) - Félix Régnault (1847–1908) - Paul Rémy (1894–1962) - Edmond Renaud (1870–1897) | - Pierre Rias (1941–2008) - Georges Ricard (1911–1985) - Emile Rivière (1835–1922) - Johann Christian Rosenmüller (1771–1820) - Mari Români (Höhlenforscher) (1868–1947) | - Raymond Rouquet (1916–1984) - Johannes Ruscher (* 1893; vermisst im Zweiten Weltkrieg) - Jean Ruffel (1917–2000) - Ernest Rupin (1845–1909) - Henry Russell (Höhlenforscher) (1834–1909) |

## S
| - Rudolf Saar (1886–1963) - Jacques de Saint-Ours (1924–1968) - Comte de Saint-Perrier (1877–1950) - Louis Scelo - Othmar Schauberger (1901–1993) - Adolf Schmidl (1802–1863) - Henri Schoeller (1899–1988) - Michel Schoenig (1941–1979) | - Eric Segond (1959–1984) - Pierre Marcel Toussaint de Serres (1780–1862) - Germain Sicard (1851–1935) - Tadej Slabe (* 1959) - Michel Siffre (1939–2024) - Sigaud de la Fond - Claude Siguier (1935–1977) | - Raoul Simonin (1925–1950) - Georges Simonnet (1905–1987) - Friedrich Simony (1813–1896) - Alexis Solanet (1837–1919) - Richard Spöcker (1897–1975) - Alain Suavet (1948–2008) - Jean Susse (1905–1982) |

## T
| - Haroun Tazieff (1914–1998) - Pierre Temple | - Monseigneur Tournier (1863–1938) - Hubert Trimmel (1924–2013) | - Félix Trombe (1906–1985) - Eugène Trutat (1840–1910) |

## V
| - Gabrielle Vallot - Joseph Vallot (1854–1925) - Albert Vandel (1894–1980) | - Georges Vaucher (1900–1982) - Jules Verne (1828–1905) - Emile Vigarié | - Gabriel Vila (1912–1969) - Armand Viré (1869–1951) - Robert Vouay (1923–1982) |

## W
| - Heinrich Wankel (1821–1897) - Benno Wolf (1871–1943) | - Johann Westhauser (* 1960) | - James Larkin White (1882–1946) |